# Ігнасін
Ігнасін (пол. Ignasin) — село в Польщі, у гміні Файславиці Красноставського повіту Люблінського воєводства.
Населення — 251 особа (2011).

## Демографія
Демографічна структура станом на 31 березня 2011 року:
|          | Загалом | Допрацездатний вік | Працездатний вік | Постпрацездатний вік |
| -------- | ------- | ------------------ | ---------------- | -------------------- |
| Чоловіки | 127     | 33                 | 74               | 20                   |
| Жінки    | 124     | 21                 | 71               | 32                   |
| Разом    | 251     | 54                 | 145              | 52                   |